# Lil Raven
Lil Raven, pseudonimo di Ant Wiggins (Virginia Beach, 1997), è un rapper e cantante statunitense.
Noto per aver collaborato con i rapper Lil Peep e Lil Tracy e per la loro canzone congiunta Oh.

## Biografia

### Primi anni di vita
Wiggins e di Virginia Beach. Si trasferì a Portland, dove divenne un senzatetto all'età di 17 anni. Successivamente stringe amicizia con Lil Tracy e si trasferisce a Los Angeles, dove, dopo aver registrato numerose collaborazioni con Lil Tracy e Lil Peep, inizia l'attività da solista.

### Carriera
Wiggins ha pubblicato la sua prima canzone When I Die l'8 agosto 2016 sul servizio di streaming SoundCloud. Lo stesso giorno ha pubblicato un EP con il rapper Lil Kawaii, Her Room. Poi Lil Raven ha incontrato il rapper Lil Tracy. Gli artisti iniziarono presto a lavorare insieme. Il 20 settembre 2017 ha pubblicato un video musicale per la canzone Flash. Il 23 febbraio 2017, insieme a Lil Tracy, ha pubblicato l'EP Fly Away. Il 25 febbraio ha pubblicato il singolo You Might con Tracy.
Il 14 gennaio 2018 è stato pubblicato il video musicale della sua canzone No Regrets.
Il 30 agosto 2018 è stato pubblicato il suo progetto di debutto Fly Diaries. Il 10 marzo è stata pubblicata un'altra canzone congiunta degli artisti Conceited. La canzone era tratta da un album di Lil Tracy, Tracy's World. Nello stesso anno, ha fatto un'apparizione come ospite in una compilation di Lil Lotus; 2016 - 2018. Nel 2019 sono apparsi mixtape e album Back From the Future 7 e Tornado. Il 24 gennaio 2020 ha pubblicato il sequel di Fly Diaries, Fly Diaries 2. Il 19 settembre, insieme al produttore 808turnemup, pubblica il progetto Trapped on Holland. Il 26 ottobre, insieme al rapper NNG Twain, ha pubblicato l'EP Nitemare. Il 15 novembre ha pubblicato un altro album in studio Most Underrated. Il 30 dicembre 2021 ha lanciato il suo marchio di abbigliamento con la prima collezione di vestiti.

## Discografia

### Album in studio
- 2019 – Tornado
- 2021 – Most Underrated

### Mixtape
- 2019  – Back From the Future 7
- 2020  – Trapped on Holland (con 808turnemup)

### EP
- 2016 – Her Room (con Lil Kawaii)
- 2017– Fly Away (con Lil Tracy)
- 2017 – Black Magic
- 2018 – Fly Diaries
- 2020 – Vampire Life (con Flossy)
- 2020 – Fly Diaries 2
- 2021 – Nitemare (con NNG Twain)